# Peter Beil
Peter Beil, geboren als Tom Karrasch (Hamburg, 9 juli 1937 – aldaar, 13 april 2007) was een Duitse schlagerzanger, trompettist, componist en orkestleider.

## Carrière
Als 12-jarige nam Peter Beil vioolonderricht. Ook speelde hij in een blaasorkest als trompettist. Na afsluiting van de lagere school volgde hij een commerciële opleiding. Daarna kreeg hij een baan als medewerker op de Hamburgse luchthaven. Ten slotte studeerde hij aan de Staatlichen Musikhochschule klassieke trompet. In de weekends trad hij met een studievriend op feesten op. De groep werd groter (6 leden) en noemde zich Crazy Combo, met als leadzanger Peter Beil. In 1958 kreeg de band de mogelijkheid om in de uitzending Toi, toi, toi van Peter Frankenfeld op te treden, waarna Peter Beil een contract kreeg aangeboden van het platenlabel Fontana Records. De eerste opnamen liepen op niets uit, maar met het nummer Corinna, Corinna (1961) kwam de doorbraak en een wekenlange notering in de Duitse hitparades. Onder het pseudoniem Ricky Boys werd de Duitse versie van Hello Mary Lou uitgebracht.
In het daarop volgende jaar kwalificeerde hij zich met het nummer Ein verliebter Italiener voor de Deutsche Schlager-Festspiele in Baden-Baden en eindigde op de laatste plaats. Het project Ricky Boys kende een vervolg, nu met Franco Duval als zangpartner. Hij speelde ook mee in een schlagerfilm en in de film Tanze mit mir in den Morgen zong hij zijn nummer Carolin-Carolina.
Tot ver in de jaren 1960 nam hij succesvol coverversies op van Amerikaanse liedjes, waaronder Und dein Zug fährt durch die Nacht. In 1965 nam hij deel aan de voorronden voor het Eurovisiesongfestival met het nummer Nur aus Liebe, dat puntloos bleef.
In 1966 ging hij in zee met het platenlabel CBS. Met het nummer Fremde in der Nacht (Strangers in the night) had hij wederom een succes. Een hernieuwde deelname aan de Deutsche Schlager-Festspiele met het nummer Dahin möcht ich gehen mislukte. In 1970 was hij te zien in de ZDF-Hitparade met het nummer Der Blitz schlug ein en met het nummer Blaue Augen, rote Lippen und kastanienbraunes Haar nam hij deel aan de voorronden voor het Eurovisiesongfestival, echter zonder succes. Desondanks had hij nog enkele succesnummers uitgebracht, waaronder Du, ich, wir beide, Frage die Liebe en Ein Mädchen zum Verlieben. Tot aan het eind van de jaren 1970 nam hij ook de muzikale leiding  van de hitparadetournee met Dieter Thomas Heck voor zijn rekening. Ook componeerde hij voor andere artiesten. In 1984 speelde hij bij het Hazy-Osterwald-Sextett als trompettist. Ook als koorzanger was hij regelmatig te zien en te horen.

## Privéleven en overlijden
Peter Beil leerde zijn echtgenote Barbara Kalweit (Miss Hamburg) kennen in 1964 bij de Miss-Germany-verkiezingen in Berlijn en hij stapte met haar in het huwelijksbootje in 1966. Zij zijn de ouders van presentatrice en actrice Caroline Beil. Peter Beil overleed in 2007 op 69-jarige leeftijd aan longkanker en werd bijgezet op het kerkhof van Hamburg-Altona.

## Discografie

### Singles
- 1958: Torero
- 1959: Ich wünsche mir was
- 1959: Primadonna in meinem Herzen
- 1960: Sophia
- 1960: Du bist die Schönste
- 1960: In Barcelona
- 1960: Ich komme wieder
- 1961: Adieu-Lebewohl-Goodbye
- 1961: Corinna, Corinna
- 1961: Hello, Mary-Lou (als Ricky Boys)
- 1961: Treu wie ein Hund (met Leo Leandros als Die guten Freunde)
- 1961: Dreizehn Girls
- 1962: Ein verliebter Italiener
- 1962: Laß den Lippenstift zu Haus (met Franco Duval als Ricky Boys)
- 1962: Carolin-Carolina
- 1963: Und dein Zug fährt durch die Nacht
- 1963: Kleine Nervensäge Monika
- 1963: Nummer eins in meinem Herzen
- 1963: Go On, Billy (met Franco Duval als Ricky Boys)
- 1963: Weil ich dich liebe
- 1963: Muß das sein (als Ricky Boys)
- 1964: Veronika
- 1964: Eine blond, eine braun
- 1965: Einsam geh’ ich durch die dunkle Nacht
- 1965: Zorba’s Tanz (uit de film Alexis Sorbas)
- 1965: Das glaub’ ich nie von dir
- 1966: Fremde in der Nacht
- 1966: Alle meine Träume
- 1967: Das ist nur durch dich so schön
- 1967: So wie’s früher einmal war
- 1967: Wenn ich bei Dir bin
- 1968: Dann fällt der Abschied nicht so schwer
- 1968: Man gratuliert mir (Congratulations)
- 1968: Das ist mein Weg
- 1968: Sommersonnenschein
- 1969: Der Blitz schlug ein
- 1969: Summa Summarum
- 1970: Heute Nacht (El Condor Pasa)
- 1970: Frage die Liebe
- 1973: Weine nicht, wenn du einsam bist
- 1973: Bleib’ für immer, Lydia
- 1973: Du, ich, wir beide
- 1973: Ein Mädchen zum verlieben
- 1973: Señorina
- 1974: Julia
- 1975: Und dein Zug fährt durch die Nacht (hit-versie '75)
- 1977: Adieu Adeline (Ballade pour Adeline)

### Albums
- 1964: Melodien aus West Side Story (Philips)
- 1966: Peter Beil (Philips)
- 1966: Du darfst nie einsam sein (CBS)
- 1966: Fremde in der Nacht (CBS)
- 1967: Ein Lied erklingt (Fontana)
- 1993: Die großen Erfolge
- 1995: Da Steht ein Pferd Auf'm Flur
- 1997: Zwei gute Freunde
- 2000: Corinna, Corinna (Bear Family Records)

- Bibliothèque nationale de France: cb155076033 (data)
- Gemeinsame Normdatei: 134280881
- International Standard Name Identifier: 0000 0000 7847 1823
- Library of Congress Control Number: no2010076204
- MusicBrainz: 3236fb5b-f8d2-41cd-b787-6dc472112a0c
- Virtual International Authority File: 8600841
- WorldCat: E39PBJvH7TBXB6FfbYP8cddWjC